# 辛梅利亞大陸
辛梅利亞大陸（英语：Cimmeria）是個小型史前大陸，位於辛梅利亞板塊，包含現今的土耳其、伊朗、阿富汗、西藏、中南半島、馬來亞等陸塊。:4, 5, 17
在晚石炭紀時期，辛梅利亞大陸自盤古大陸分裂出來，並往北移動。在晚三疊紀，辛梅利亞大陸開始與華南陸塊碰撞。在侏儸紀，辛梅利亞大陸成為勞亞大陸的一部分，並形成辛梅利亞造山運動。而辛梅利亞板塊已經侵入到勞亞大陸之下。:182辛梅利亞自东向西从冈瓦纳大陆分裂出来，从澳大利亚到东地中海。:24, 28:556

## 概念的历史

### 提出
“巨大的古地中海”首先由奥地利古生物学家梅尔吉奥·纽梅尔（Melchior Neumayr）于1883年提出。通过研究侏罗纪动物区系的分布，他总结出从印度直到中美洲的赤道大洋一定曾将大陆划为南北半球分别的两块。奥地利地质学家爱德华·修斯将这个中生代大洋命名为特提斯洋，是将传说中的大陆–冈瓦纳大陆，舌羊齿属的故土–和北方大陆分隔开的传说中的大洋。德国地球物理学家阿尔弗雷德·魏格纳则提出了盘古大陆的概念，他认为这个模型里不存在赤道大洋的位置。不过盘古大陆内一个楔形的、东向的特提斯洋仍由澳大利亚地质学家塞缪尔·华伦·凯雷（Samuel Warren Carey）于1958年假设。这个大洋后来被重新定义为向北漂移的地块或陆块分割的海洋，陆块中就包含辛梅利亚大陆。

### 伊朗微板块
在1974年，在中东大范围的田野工作告一段落后，瑞士地理学家约凡·士特林（Jovan Stöcklin）发现伊朗北部厄尔布尔士山脉北麓的缝合带在古生代是冈瓦纳大陆的北部海岸，其余部分是古特提斯洋。士特林还注意到一次中生代早期或古生代晚期的张裂将伊朗板块从阿拉伯板块上分离下来，南部另一个缝合带应该就是新特提斯洋的残余。士特林意识到，这个更晚的海洋一定曾将伊朗变为微板块。这些发现使得士特林成了第一名发现辛梅利亚大陆组分的人。:873
在士特林的假设下，世界的北部是安加拉大陆，南部是冈瓦纳大陆，中间被特提斯洋隔开。伊朗则是特提斯洋的一部分。
士特林的南部缝合带假说稍后得到了伊朗微动物群系的支持，伊朗动物群系在石炭纪还和冈瓦纳大陆有相当的相似性，但在晚侏罗世就和欧亚大陆基本一致了–显然伊朗是从冈瓦纳漂到劳亚大陆的。:1–2

### 欧亚超板块

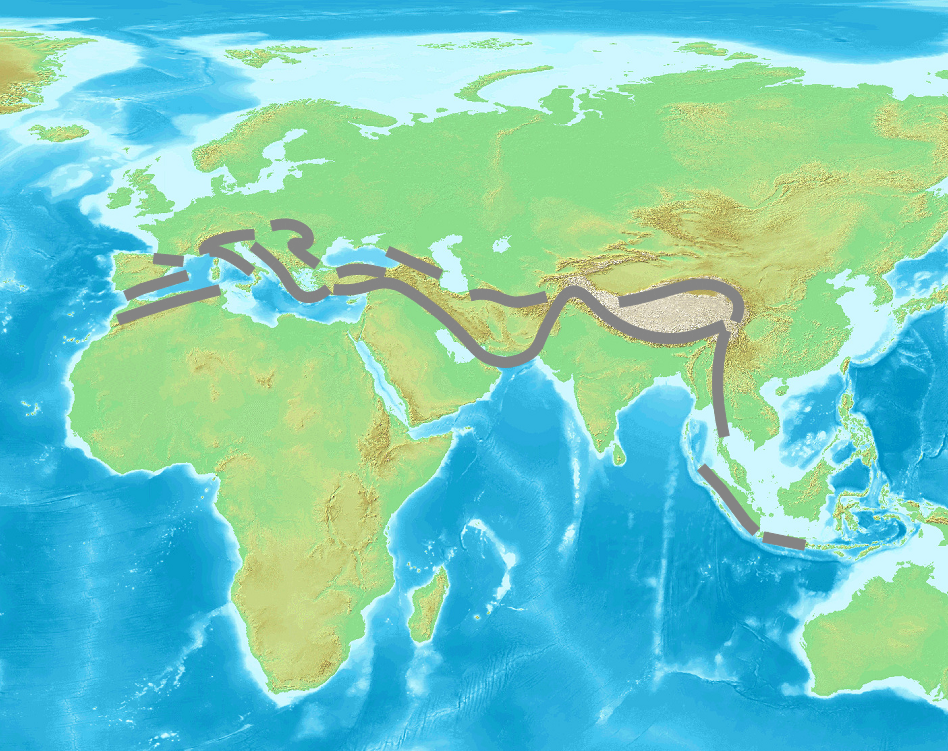
阿尔卑斯带是横跨欧亚大陆的一系列缝合带，图示为它在辛梅利亚板块中的位置。

1980年代，土耳其地质学家Celâl Şengör将士特林的伊朗微大陆向西延伸到土耳其，向东扩展到西藏和东南亚。Şengör还使用了Suess1901年造的名字：Kimmerisches Gebirge——“克里米亚”或“辛梅利亚山脉”。:22:119–120, 123
在阿尔卑斯直到印度尼西亚的山区，Şengör用更简单的假说识别出两个独立、上下叠加的造山系统，包含大量接合缝合带：更古的辛梅利亚造山运动和晚些的阿尔卑斯造山运动，它们共同构成了Şengör所谓特提斯超造山系统。这两个造山系统也与大洋闭合的两个主要阶段互相对应：辛梅利亚造山运动较早、靠北、更大，阿尔卑斯造山运动靠南、更小。辛梅利亚是在古特提斯洋闭合前，分隔两片海域的大陆性“群岛”长链。
因此，特提斯造山带覆盖了欧亚大陆的大半，时间跨度也很大(自北向南)：
- 劳亚大陆，二叠纪至白垩纪

- 古特提斯洋，早石炭世至中侏罗世

- 辛梅利亚大陆，三叠纪至中侏罗世

- 新特提斯洋，二叠纪或三叠纪至始新世，当地仍旧存在

- 冈瓦纳大陆，奥陶纪至侏罗纪

这样简单的假说忽略了特提斯旋回的一些重要性质。对晚三叠世和晚侏罗世的辛梅利亚大陆，常常分别以“始辛梅利亚”和“新辛梅利亚”称呼。:4另外，对晚近得多的特提斯区域也常作出区分：阿尔卑斯特提斯洋和新特提斯洋。前者在假说中属于西段，将西南欧与西北北美洲分开，并与中大西洋相连。现在它完全闭合了，其缝合带环绕马格里布(自直布罗陀到西西里)，亚平宁山脉和阿尔卑斯山脉也有。东段的新特提斯洋位于阿拉伯和辛梅利亚地块之间。东地中海盆地和阿曼湾被认为是仍在闭合的新特提斯洋的残留。截至侏罗纪末，这两个区域在西西里东侧结合在一起。:1, 4

## 构造史
在晚古生代，辛梅利亚板块仍位于冈瓦纳大陆北缘时，它们距离活跃板缘和造山带都很远，不过在志留纪古特提斯洋张裂后，被热沉降所影响。古特提斯洋的活跃板缘位于西藏和伊朗东北部缝合带沿线，石炭纪到二叠纪的蛇绿岩套附近。:57–58
正是古特提斯洋内部的板坯拉力将辛梅利亚大陆从冈瓦纳大陆上拽离，并使新特提斯洋产生。参考伊朗的二叠纪洋中脊玄武岩，可以推断出古特提斯洋中洋脊俯冲到欧亚大陆下。古特提斯洋的板块回卷（Slab roll-back）使得一系列弧后盆地沿欧亚大陆边缘出现，并反映为华西里山系的崩解。古特提斯洋俯冲至欧亚大陆南缘下的同时，自奥地利至中国产生了一系列弧后洋。这些弧后洋有些在辛梅利亚造山运动(如土耳其卡拉卡亚-Küre弧后洋序列)时闭合，其他的则仍保留(如东地中海Meliata-Maliac-平都斯弧后洋)，导致年轻弧后洋的产生。

### 土耳其

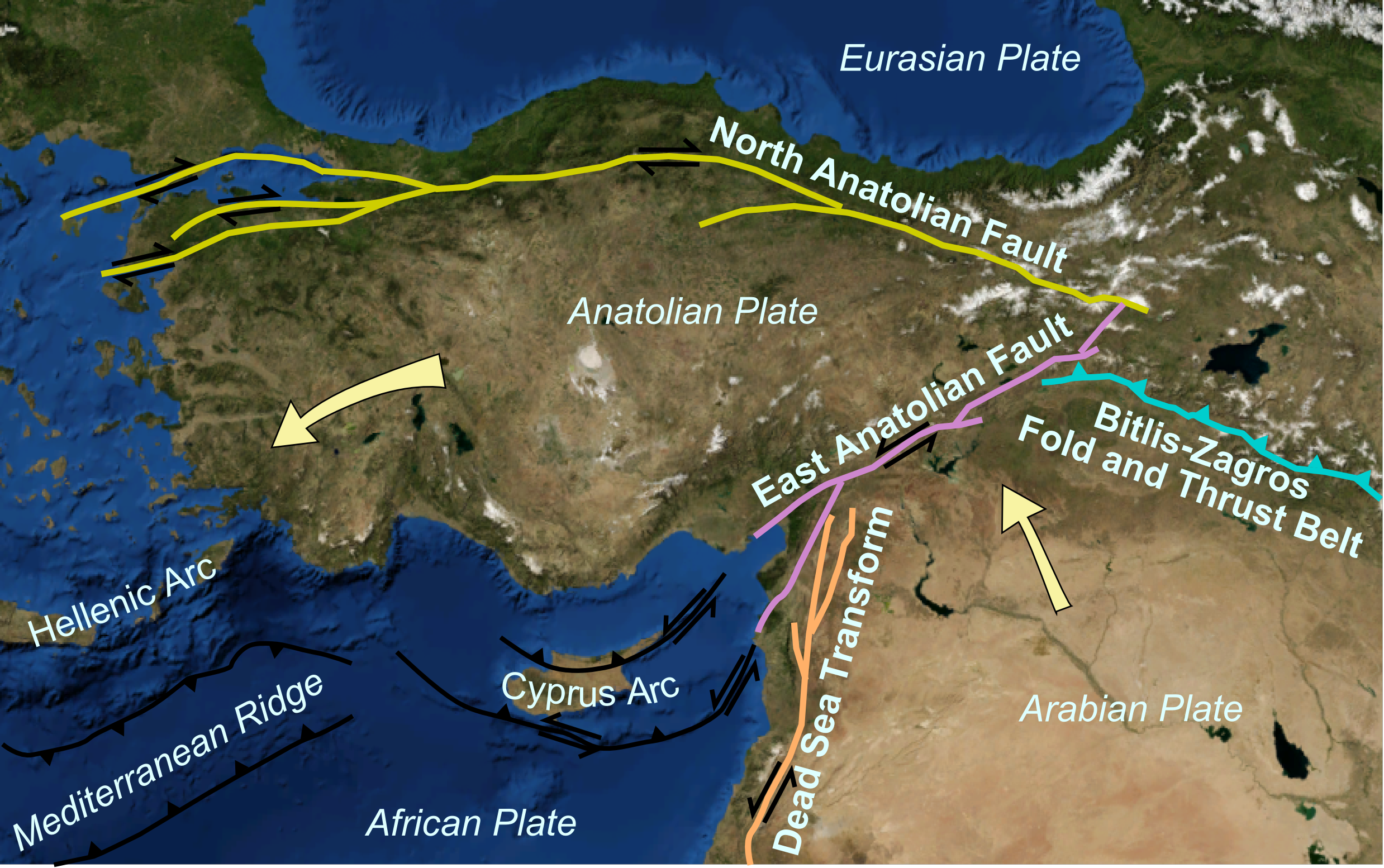
土耳其地质图

土耳其由许多大陆板块组成，它们在二叠纪时大都组成冈瓦纳大陆的北缘。到三叠纪，古特提斯洋俯冲到该边缘(今日土耳其北部)下方后，产生的陆缘海迅速被沉积物填满(今日本廷山脉萨卡里亚复合地块的基底)。在晚侏罗世，新特提斯洋开始在辛梅利亚后方张裂，东地中海及其东方的海域张裂为比特利斯-扎格罗斯洋(新特提斯洋南支)。:摘要
在早侏罗世，辛梅利亚大陆开始在古特提斯洋火山弧后裂解。这使得新特提斯洋北部产生陆缘海—内本廷洋、伊兹密尔-安卡拉洋和内塔夫利达洋。中侏罗世古特提斯洋的闭合使安纳托利亚的辛梅利亚群岛也减少。辛梅利亚板块的南边有两片新特提斯洋的边缘海，北部的大些、更复杂，南部的则较小，中间被安纳托利亚-塔夫利达大陆隔开，小型的萨卡里亚大陆位于北边的海中。亚得里亚板块与安纳托利亚-塔夫利达大陆相连。
这些新特提斯洋边缘海在早白垩世达到最宽，后来陆续潜没到欧亚大陆之下。在白垩纪中晚期，这次潜没产生了一个弧后盆地，即西黑海盆地，它向西延伸到罗德-本廷岛弧以北的巴尔干地区。:113–136在白垩纪，这个盆地将伊斯坦布尔地块从黑海西北部的敖德萨陆棚向南推。在始新世，地块最终和辛梅利亚大陆相撞，结束了西黑海的扩张。同一时期，东黑海盆地张裂，东黑海板块逆时针向地靠近高加索。:Fig. 3, p. 269
在晚白垩世，向北运动的新特提斯洋洋内俯冲在从土耳其到阿曼的地域内，使得蛇绿岩推覆体横跨阿拉伯板块成为可能。这一潜没区以北，新特提斯洋的残余也开始向北俯冲，使得塔夫利达板块与阿拉伯板块在后渐新世时期相撞。这些系统以北是截至白垩纪末都与欧亚大陆南缘相撞的塔夫利达板块。这次交汇持续到渐新世末。晚渐新世土耳其东部的阿拉伯-欧亚碰撞使得两个盆地陆续闭合。
老第三纪期间，新特提斯洋洋壳附上非洲板块，沿克里特和塞浦路斯海沟俯冲。在晚古新世-早始新世，安纳托利亚-塔夫利达大陆与本廷和克尔谢希尔板块相撞。这使得新特提斯洋北部的安卡拉-埃尔津詹海闭合，闭合过程中，板块回卷和脱落反映为本廷山脉的反演和北土耳其广布的岩浆活动。伸展构造和上升流随之而来，使得本廷山脉下方的岩石圈物质熔化。:Turkey, pp. 329–330
新特提斯洋沿比特利斯-扎格罗斯俯冲区，在南土耳其向北俯冲，反映为Maden-希腊弧(土耳其东南部)晚白垩世-始新世的大规模岩浆活动，和塔夫利达板块的弧后岩浆活动。比特利斯-扎格罗斯俯冲带最终在中新世闭合，经过渐新世-晚第三纪和第四纪的火山活动变得越发集中。晚渐新世时希腊海沟的板块回卷反映于爱琴海和西土耳其的张裂。

### 伊朗
西新特提斯洋向欧亚大陆的俯冲反映为今日伊朗北部的大规模岩浆活动。在早侏罗世，这次岩浆活动带来的板坯拉力成为了盘古大陆分裂的因素之一，是大西洋产生的条件之一。在晚侏罗世-早白垩世，新特提斯洋洋中脊的潜没引发了冈瓦纳大陆的分裂，其中就有阿尔戈-缅甸地块从澳洲板块上分离。
晚侏罗世北伊朗“新辛梅利亚”造山事件期间，中东伊朗微大陆(CEIM)与欧亚大陆缝合，但伊朗有好几个陆块，晚古生代到早中生代经历过数次海洋闭合。:Introduction, pp. 267–268

### 高加索
大高加索山脉和小高加索山脉的地质史很复杂，包含特提斯洋基本框架下，前寒武纪末期至侏罗纪一系列地块和微大陆的沉淀。主要有大高加索、黑海-中跨高加索、拜布尔特-塞瓦尼亚和伊朗-阿富汗等地块和岛弧。:Introduction, p. 57
古特提斯洋缝合带的残余尚能在格鲁吉亚中部Dzirula山地出露的早侏罗世序列中找到。它包含寒武纪早期海洋岩和岩浆弧的可能残余，它们的几何形状说明缝合之后产生了平移断层。蛇绿岩套还在南格鲁吉亚赫拉米山地出露，缝合带另一可能的残余分布在斯瓦内蒂地区。缝合带比东高加索(北伊朗–土库曼斯坦)老，但比高加索以西和阿富汗，以及帕米尔高原北部新。:139–140

### 掸泰地体
辛梅利亚大陆的最东端是掸泰地体（中缅马苏；Sibumasu），据古地磁和生物地理数据，直到295–290Ma都与澳洲西北部相连，那之后开始向北移动。羌塘地块位于掸泰地体以西，两者接壤。掸泰地体的下二叠统层包含冰海杂砾岩和冈瓦纳动物群系，在掸泰地体与华夏陆块相撞前一直都独立演化。掸泰地体的迅速北移也反映于腕足动物和䗴的演化中。:556, 562–563
云南西部的保山地块形成了掸泰地体的北部。西以高黎贡缝合带与缅甸板块相隔，东以崇山缝合带和长宁-孟连带与华南和印支大陆为邻。和东辛梅利亚的其他部分一样，它受印度-亚洲大陆碰撞后陆内平移断层的强烈影响而高度变形。:3
古地磁数据表明，华南和印支自乌拉尔世至晚侏罗世从赤道附近移动到20°N。保山地块则从早二叠世的42°S移动到晚侏罗世的15°N。这些板块和地块在晚三叠世到侏罗纪有着相似的纬度，说明它们可能在晚三叠世形成统一块大陆。还有些别的地质证据：临沧市昌宁-孟连缝合带附近的200–230Ma花岗岩说明晚三叠世发生过陆-陆碰撞；昌宁-孟连-茵他侬蛇绿岩带(在掸泰地体和印度支那之间)的远洋沉积物的年代从中泥盆世持续到中侏罗世，而茵他侬缝合带中，中晚三叠世岩石则不是远洋的，包含的放射虫硅质岩和浊积碎屑岩说明当时两个板块应该已经非常近了。澜沧江火成岩带的火山序列说明碰撞后环境是在火山喷发前的210Ma左右就发展出来的；并且，中缅马苏动物群系从早二叠世的非海洋近冈瓦纳群系，发展到中二叠世的地方性中缅马苏动物群系，晚二叠世发展为赤道-华夏动物群系。:10–11, 13
在早中古生代，辛梅利亚大陆一直是安第斯山脉型聚合板块边缘。冰川沉积物和古地磁学数据说明羌塘地块和掸泰-马来亚地体在石炭纪仍和冈瓦纳南端毗邻。赤道动物群系和中国动物群系说明它在石炭纪就和冈瓦纳大陆分离了。

### 拉萨
如果拉萨地块是辛梅利亚大陆的一部分，那么它一定和掸泰地体、羌塘地块一块从冈瓦纳大陆上分离。拉萨地块向北移动的时间仍有争议，古地磁数据尤其稀少。沉积学和地层学证据支持它在晚三叠世从冈瓦纳大陆上分离的，但那时羌塘地块已经接近欧亚大陆了。:563
拉萨地块晚侏罗世张裂也被记录在澳洲西北陆架上，与它同时，西缅甸和沃伊拉地块最终与冈瓦纳大陆分离。:104–105
今日，班公湖缝合带将拉萨地块和羌塘地块分隔开。

## 经济重要性
由于陆壳的大规模抬升，辛梅利亚大陆今日的残余常有大量的稀有亲铜元素。除玻利维亚阿尔蒂普拉诺高原外，世界上几乎所有锑都作为辉锑矿分布在辛梅利亚大陆，主要的矿坑分布在土耳其、云南和泰国。锡的主要矿坑也分布在马来西亚和泰国，土耳其也有主要的铬铁矿。

### 资料
- Buchs, D. M.; Bagheri, S.; Martin, L.; Hermann, J.; Arculus, R.  (PDF). Lithos. 2013, 172: 267–287  [8 July 2016]. doi:10.1016/j.lithos.2013.02.009.
- Carey, S. W. . Continental Drift – A Symposium. Geology Dept., Univ. of Tasmania. 1958.
- Dèzes, P.  (PDF) (学位论文). Section des Sciences de la Terre, Université de Lausanne. 1999  [3 July 2016].
- Frizon de Lamotte, D.; Raulin, C.; Mouchot, N.; Wrobel‐Daveau, J. C.; Blanpied, C.; Ringenbach, J. C.  (PDF). Tectonics. 2011, 30 (3)  [16 July 2016]. doi:10.1029/2010TC002691.
- Golonka, J. . Geologia. 2007, 33 (2): 145–209  [26 June 2016].
- Gamkrelidze, I. P.; Shengelia, D. M.  (PDF). Bull. Georg. Natl. Acad. Sci. 2007, 175: 57–65  [8 July 2016].
- Hsü, K. J.; Bernoulli, D.  (PDF). US Government Printing Office. 1978  [5 July 2016].
- Metcalfe, I.  (PDF). Geological Society, London, Special Publications. 1996, 106 (1): 97–122  [17 July 2016]. doi:10.1144/gsl.sp.1996.106.01.09.
- Metcalfe, I.  (PDF). Journal of Asian Earth Sciences. 2002, 20 (6): 551–566  [7 July 2016]. doi:10.1016/s1367-9120(02)00022-6.
- Neumayr, M. .  47. Wien: Kaiserlich-Königlichen Hof- und Staatsdruckerei. 1883: 277–310  [5 July 2016]. OCLC 604278105 （德语）.
- Okay, A. I.; Şengör, A. M. C.; Görür, N.  (PDF). Geology. 1994, 22 (3): 267–270  [20 July 2016]. doi:10.1130/0091-7613(1994)022<0267:khotoo>2.3.co;2.
- Richards, J. P. . Ore Geology Reviews. 2015, 70: 323–345  [18 July 2016]. doi:10.1016/j.oregeorev.2014.11.009.
- Scotese, C. R.; McKerrow, W. S.  (PDF). Geological Society, London, Memoirs. 1990, 12 (1): 1–21  [25 June 2016]. doi:10.1144/gsl.mem.1990.012.01.01.
- Şengör, A. M. C. . Geological Society of America Special Papers. 1984, 195: 1–74. ISBN 9780813721958. doi:10.1130/SPE195-p1.
- Şengör, A. M. C. . Annual Review of Earth and Planetary Sciences. 1987, 15: 213–244  [25 June 2016]. doi:10.1146/annurev.ea.15.050187.001241.
- Şengör, A. M. C.; Altıner, D.; Cin, A.; Ustaömer, T.; Hsü, K. J.  (PDF). Geological Society, London, Special Publications. 1988, 37 (1): 119–181  [26 June 2016]. doi:10.1144/gsl.sp.1988.037.01.09.
- Şengör, A. M. C.; Yilmaz, Y.  (PDF). Tectonophysics. 1981, 75 (3): 181–241  [21 July 2016]. doi:10.1016/0040-1951(81)90275-4.
- Stampfli, G. M.  (PDF). Geological Society, London, Special Publications. 2000, 173 (1): 1–23  [26 June 2016]. doi:10.1144/gsl.sp.2000.173.01.01.
- Stampfli, G. M.; Borel, G. D.  (PDF). Earth and Planetary Science Letters. 2002, 196 (1): 17–33  [3 July 2016]. doi:10.1016/S0012-821X(01)00588-X. （原始内容 (PDF)存档于2016-08-17）.
- Stampfli, G. M.; Mosar, J.; Favre, P.; Pillevuit, A.; Vannay, J. C. . Ziegler, P. A.; Cavalza, W.; Robertson, A. H. F.; Crasquin-Soleau, S.  (编). . Mémoires du Muséum national d'histoire naturelle 186. 2001: 51–108  [16 July 2016]. ISBN 2-85653-528-3.
- Stöcklin, J. . Burk, C. A.; Drake, C. L.  (编). . Springer Berlin Heidelberg. 1974: 873–887  [26 June 2016].
- Suess, E. .  2. London. 1893: 180–187  [18 October 2015].
- Suess, E.  3 (2). Wien F. Tempsky. 1901  [26 June 2016] （德语）.
- Zhao, J.; Huang, B.; Yan, Y.; Zhang, D. . Journal of Asian Earth Sciences. 2015, 111: 350–364  [23 July 2016]. doi:10.1016/j.jseaes.2015.06.033.

- PALEOMAP项目 （页面存档备份，存于）